# Георги Ацев
Георги (Гога) Ацев Хаджикостадинов Симоновски, известен като Сърцето, е български революционер, прилепски войвода на Вътрешната македоно-одринска революционна организация.

## Биография
Георги Ацев е роден на 30 май 1883 година в прилепското село Ореовец, тогава в Османската империя. Баща му Аце Хаджикостадинов е убит от помаци при тиквешкото село Сирково.
Георги Ацев завършва българското педагогическо училище в Скопие и учителства в Тиквешко (село Страгово.
Убива селянин шпионин и през зимата на 1904 година става нелегален в четата на брат си Петър Ацев. От февруари 1904 година, след заминаването на Петър Ацев за България, го замества като войвода на чета. Георги Ацев води редица сражения с османски части и чети на сръбската и гръцката пропаганда в Македония, като това с турци при хана в Църновец. През лятото на 1905 година при село Полог разбива андартска чета от 10 критяни и 15 милиционери от близките гъркомански села, като войводата и 12 четници са убити, а 2 са заловени.
През лятото на 1906 година е предаден при изпълнението на наказателна акция в село Крапа и четата му е нападната от сърбоманската чета на Григор Соколов - Ляме. При престрелка със сръбски чети в местността Куртов камък в планината Даутица е ранен и за да не бъде заловен жив се самоубива. В сражението загива и войводата Панчо Константинов и трима четници.
За Ацев остава народната песен:
| „ | Айде пушка пукна, бре джанъм, Пушка пукна; Айде пушка пукна, бре джанъм, От Балкана. Айде ми го удри, бе джанъм, Баш юнакот; Баш юнакот, бре джанъм, Георги Ацев. Айде викна юнак, бре джанъмъ, Та заплака: - Кой ке носи моята пушка? - Нек я носи брат ми Петре. | “ |

За войводата се пее и в друга народна песен:
| „ | Извикал Делче войвода от високана планина: - Слушайте, брайкя топличани, утре е света недела - църквата отворете я, литургия да служите - четата ке я причестам! Сите ред-редум влезоя, сал Гйорги Ацев не влезе: големи гревой сторило - турсконо дете фатило, с лева го рака подфърлил, с десна го на нож дочекал. | “ |